# Regione Centrale (Eritrea)
La Regione Centrale (detta anche Maekel o Maakel) è la più piccola regione dell'Eritrea. Ha capoluogo Asmara, che è anche la capitale nazionale. La regione è stata costituita il 15 aprile 1996 dalla storica provincia di Amasien. Si trova sull'altopiano centrale ad un'altitudine media di circa 2.250 metri sul livello del mare.
Nel 2005 la regione contava una popolazione di 675.700 abitanti rispetto ai 595.900 del 2001. Il tasso di crescita è dell'11,81%. L'area totale della provincia è di 1300,00 km² e la densità è di 519,77 persone per km².
Il Fronte Popolare per la Democrazia e la Giustizia (FPDG) (ex Fronte di Liberazione Eritreo) governa il paese e la regione. Le elezioni regionali e locali si svolgono periodicamente, il suffragio è universale ma nessun partito o gruppo diverso dal FPDG ha la possibilità di candidarsi o di contestare le elezioni.

## Geografia antropica

### Suddivisioni amministrative
La regione comprende 6 distretti:
- distretto di Berikh
- distretto di Nord Est
- distretto di Sud Est
- distretto di Sud Ovest
- distretto di Ghala Nefhi
- distretto di Serejaka